# La teoria del volo
La teoria del volo (The Theory of Flight) è un film del 1998 diretto da Paul Greengrass, tratto da un libro autobiografico di Jane Hatchard.
Il film è uscito in Italia il 18 giugno 1999.

## Trama
Richard è un artista fallito con la mania del volo. Il suo sogno è quello di far volare un biplano, così tenta il lancio dal tetto della banca in cui lavora la fidanzata Julia che, per questo ennesimo gesto di follia, decide di lasciarlo.
Il gesto costa a Richard anche una condanna a 120 ore di volontariato che sconterà in Galles assistendo Jane affetta da una forma incurabile di degenerazione muscolare che la costringe su una sedia a rotelle. Comincia così una convivenza forzata all'insegna di gallerie d'arte, musei e corse sulle giostre.
Con il consolidarsi del loro rapporto e con l'aiuto di una sorta di macchina da scrivere sonora, Jane confessa a Richard il suo più grande desiderio: perdere la verginità prima di morire.
Fra molti dubbi e incertezze, Richard decide di aiutare la ragazza a realizzare il suo sogno e tenta di contattare un gigolò. Ben presto però entrambi si rendono conto di non poter proseguire lungo questo sentiero ed infine è lo stesso Richard a realizzare il desiderio di Jane.
Lui stesso, d'altro canto, riesce a realizzare il proprio sogno facendo decollare il biplano insieme a Jane in un volo emozionante e breve quanto la vita di lei.

## Colonna Sonora
The Theory Of Flight: Music From The Original Soundtrack contiene sia musica originale, composta per il film da Rolfe Kent, sia altri brani musicali utilizzati nel film. La lista completa delle tracce prevede i seguenti pezzi:
1. Send Me On My Way - Rusted Root
2. You Can't Sit Down - Booker T. & the M.G.'s
3. Mi Rival - Antonio Machin
4. Snatchin' It Back - Clarence Carter
5. It's You - The Specials
6. Nothing Else - Archive
7. Have a Little Faith in Me - John Hiatt
8. Flying And Falling - Rolfe Kent
9. The Jump...to Wales - Rolfe Kent
10. Higher - Rolfe Kent
11. Looking For A Gigolo - Rolfe Kent
12. I'm A Cripple/Are You Doing Yours? - Rolfe Kent
13. Sexual Altruism - Rolfe Kent
14. Sleeping - Rolfe Kent
15. The Wind Is Up - Rolfe Kent
16. Our Plane - Rolfe Kent
17. A Bloody Close Thing/Monument - Rolfe Kent

## Riconoscimenti
- 1999 - Crystal Star
  - Miglior film europeo